# Chogha Zanbil
Chogha Zanbil (ou Tchogha Zanbil, (en persan : چغازنبیل)) est un complexe élamite dans la province du Khouzestan en Iran.
Bien avant l'arrivée des Perses, les Élamites (2400 à 539 av. J.-C.) créèrent dans le sud-ouest de l'Iran l'une des premières civilisations du monde. Au XIIIe siècle av. J.-C., à l'apogée de leur pouvoir, la ziggourat massive de la ville de Dur Untash dominait le royaume. Partiellement restaurée, elle est une des plus grandes ziggourats du monde. L'influence culturelle des Élamites continua à se faire sentir après leur absorption par la Perse.
On trouve à Chogha Zanbil une des seules ziggourats dont les ruines aient été préservées jusqu'à aujourd'hui en dehors de la Mésopotamie (l'autre étant Sialk). C'est d'ailleurs sans doute la mieux conservée de toutes. Le site se situe à approximativement 45 km au sud de Suse et à 230 km au nord d'Abadan en passant par Ahvaz, qui est à 60 km.

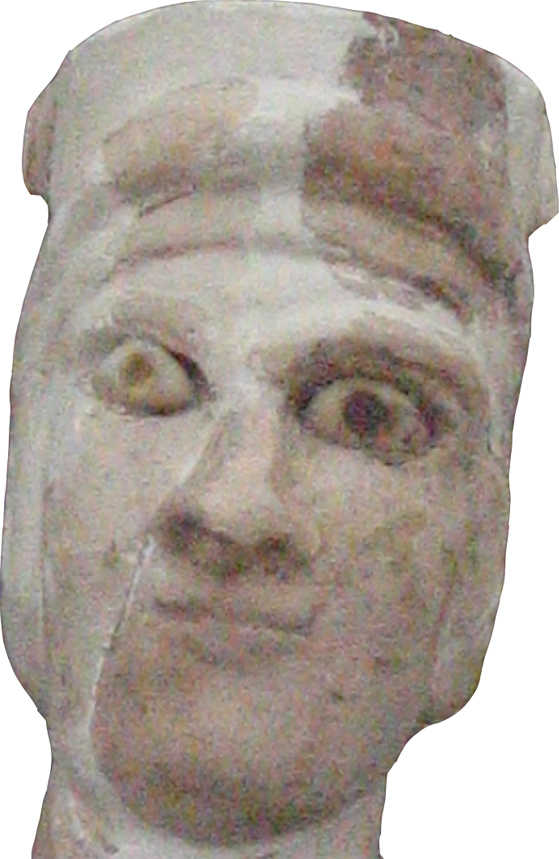
Figurine de kaolin représentant une tête humaine, fin du IIe millénaire av. J.-C.

C'était un centre religieux du royaume élamite, fondé par le roi Untash-Napirisha (1345-1305 avant J.-C.) sur la route entre Anshan et Suse, dont il a reçu le nom, Dur-Untash-Napirisha (la « forteresse d'Untash-Napirisha »). 
En 1979, Tchoga Zanbil est devenu le premier site iranien à être inscrit au Patrimoine mondial de l'UNESCO.

## Plan général
Untash-Napirisha engage des travaux ambitieux. La ville est organisée autour de trois enceintes. La première, de forme ovoïde, a une longueur de 4 kilomètres et englobe toute la ville sur une surface de 100 hectares environ. Elle est percée de sept portes (chiffre magique dans la religion). Au nord-est se trouve le quartier royal, auquel on accède par la porte principale de la cité. Au centre se trouve le quartier sacré, protégé par une enceinte de 460 mètres sur 420. Une troisième enceinte (190 x 170 m) s'y trouve, comprenant la ziggurat qui domine le paysage de la cité. Au nord de la ville, à l'extérieur des murs, est construit un réservoir qui redistribue l'eau dans toute la ville. Il est alimenté par un canal de plus de 50 km, construit pour l'occasion, du fait de l'isolement de la ville. 
Le reste de la première enceinte n'a jamais été peuplé. Cette absence de construction serait due au fait qu'il ne s'agissait pas d'une cité destinée à être habitée, mais plutôt d'un centre religieux pensé comme un lieu de rassemblement de tous les Élamites, puisque s'y trouvaient des temples dédiés aux principales divinités des différentes régions du royaume : Inshushinak de Suse, la région de Dur-Untash, mais aussi Napirisha le grand dieu du pays d'Anshan, Kiririsha de Liyan, etc. Il s'agirait donc d'une tentative de donner une cohésion à l'Élam en créant un lieu de culte fédérant un panthéon élamite constitué pour l'occasion dans une visée politique, alors qu'habituellement chaque région dispose d'une forte individualité culturelle.
La ville elle-même a été rapidement abandonnée, peut-être à cause de l’extinction rapide de la dynastie d’Untash-Napirisha qui entraîne la chute de son projet unificateur. Le plus grand nombre des œuvres d’art réalisées pour Dur-Untash ont été rapportées à Suse où elles seront retrouvées lors des fouilles. La ziggourat servira cependant encore plusieurs siècles, jusqu’à sa destruction par les Assyriens.

## Le quartier sacré et la ziggurat
La cité sainte centrale est vouée au dieu national de Suse Inshushinak. D’autres dieux y trouvent leur place (Napirisha, Ishme-Karab, Kiririsha). Le monument le plus imposant est une superbe ziggurat. Elle est bâtie à l'ancien emplacement d'un temple déjà consacrée à Inshushinak, qui avait pour dimensions 105 x 8 m[réf. nécessaire]. Les matériaux de base employés pour la construction de la ziggurat sont la brique crue, pour le noyau, et la brique cuite, plus solide, pour l'extérieur. Lors des travaux, le temple est surélevé et surmonté de quatre étages. Pour la construction de la tour, les bâtisseurs ont d'abord délimité le pourtour de l'édifice avec un solide mur, avant de remplir l'espace autour du noyau de briques crues, dans un premier temps, avant de bâtir les étages supérieurs en suivant les escaliers, toujours autour d'un noyau principal. Une fois achevée, la ziggurat a une base carrée de 105 mètres de côté (comme le temple originel), et une hauteur estimée à 55 mètres environ (les ruines en mesurent encore 25 aujourd'hui). On gravit l'édifice grâce à quatre escaliers situés de chaque côté de la tour, menant au premier étage, puis d'autres escaliers permettaient de monter les autres étages, en faisant emprunter un parcours circulaire. Ces escaliers intérieurs sont une particularité de l'édifice. Cette ziggurat est alors consacrée à Inshushinak, mais aussi à Napirisha, dieu du pays d'Anshan, assurant ainsi l'union symbolique des deux entités constituant l'Élam, le bas pays de Suse et le haut pays d'Anshan.

## Le secteur palatial
Le quartier royal édifié au sud-est de la cité sainte comprend un ensemble de trois palais, organisés autour de grandes cours, et composés de nombreuses chambres reliés par des cours intérieures. Des tombes royales, construites sous l’un des palais dont la vocation semble avoir été uniquement funéraire, ont été retrouvées avec les restes de corps incinérés selon une pratique proche de celle des Hittites ou des Hourrites, mais qui n’est pas ancrée dans la tradition élamite. Cette dynastie pourrait avoir des origines étrangères et a peut-être même été en rapport avec des groupes primitivement indo-européens. Un temple de Nusku, divinité mésopotamienne du feu, a été dégagé à proximité des palais. C’est un fait assez étonnant, la Mésopotamie n’ayant pas particulièrement honoré ce dieu, et si sa présence en Élam évoque l’importance de ce culte en Iran, on peut se demander s’il ne faut pas y voir les premières traces d’une empreinte perse.